# Chungcheongnam-do
Chungcheongnam-do (deutsch Süd-Chungcheong) ist eine Provinz im Westen von Südkorea. Sie liegt am Gelben Meer und grenzt im Norden an Gyeonggi-do, im Osten an Chungcheongbuk-do und im Süden an Jeollabuk-do. 
Die im Osten gelegene Stadt Daejeon war bis 2012 Sitz der Provinzverwaltung, bildet aber seit 1989 eine eigene politische Einheit. Neue Provinzhauptstadt ist Hongseong. Bis 1895 waren Chungcheongbuk-do und -nam-do in der Provinz Chungcheong vereinigt.
Die Küste ist etwa 3200 Kilometer lang, darin eingeschlossen sind etwa 250 verstreute Inseln. Die wichtigste Stadt der Provinz neben Daejeon ist Cheonan. Andere Städte sind Asan, Boryeong, Gongju, Nonsan, Seosan und Gyeryong.
Etwa ein Drittel der Fläche von Chungcheongnam-do wird bewirtschaftet. Neben Landwirtschaft ist auch die Fischerei von großer Bedeutung. Etwa 220 km² Strand sind exponiert und werden zur natürlichen Produktion von Salz durch Verdunstung verwendet. Kohle wird abgebaut, aber auch Goldminen und Silberminen sind in Chungcheongnam-do anzutreffen. 
Mit 845 Metern ist der im gleichnamigen Nationalpark gelegene Gyeryong-san die einzige nennenswerte Erhebung. Der Berg ist bekannt für seine speziellen Steinformationen. Auch befinden sich einige alte buddhistische Tempel in diesem Nationalpark. 1978 wurde auf der Taean-Halbinsel der Taeanhaean-Nationalpark eröffnet, in dem einige beliebte Badestrände liegen.

## Sejong City
Präsident Roh Moo-hyun wollte den Regierungssitz von Seoul in die Planstadt Sejong City verlegen, die in Chungcheongnam-do gebaut wird. Nachdem er mit seinen Plänen einer kompletten Verlegung der Hauptstadt vor dem Verfassungsgericht gescheitert war, plante er, nur einige Ministerien und Regierungsorganisationen zu verlegen. Diese Pläne wurden nicht verwirklicht, während jedoch der Ausbau von Sejong City als Zentrum für Wissenschaft, Bildung und Wirtschaft weiterhin vorangetrieben wird.

## Verwaltungsgliederung
Chungcheongnam-do ist in sieben Städte und neun Landkreise gegliedert.

### Städte
- Asan-si (아산시, 牙山市)
- Boryeong-si (보령시, 保寧市)
- Cheonan-si (천안시, 天安市)
- Gongju-si (공주시, 公州市)
- Nonsan-si (논산시, 論山市)
- Seosan-si (서산시, 瑞山市)
- Gyeryong-si (계룡시, 鷄龍市)
- Dangjin-si (당진시, 唐津市)

### Landkreise
- Buyeo-gun (부여군, 扶餘郡)
- Cheongyang-gun (청양군, 青陽郡)
- Geumsan-gun (금산군, 錦山郡)
- Hongseong-gun (홍성군, 洪城郡)
- Seocheon-gun (서천군, 舒川郡)
- Taean-gun (태안군, 泰安郡)
- Yesan-gun (예산군, 禮山郡)

## Sehenswürdigkeiten
Das Schlammfestival Boryeong gehört zu den größten Festivals Südkoreas.